# Hellmuth von Mücke
Hellmuth von Mücke (Zwickau, 25 giugno 1881 – Ahrensburg, 30 luglio 1957) è stato uno scrittore e ufficiale tedesco.

## Biografia
Discendente di un'antica famiglia della nobiltà sassone, citata per la prima volta nelle cronache dell'XI secolo; suo padre era un ufficiale dell'esercito sassone e sua madre la figlia del duca Victor von Hohenlohe-Ratibor.
A diciotto anni Hellmuth intraprese la carriera militare di ufficiale in marina e fu cadetto della Scuola Militare di Charlotte (frequentò lo stesso corso del futuro capitano della Kaiserliche Marine Nikolaus zu Dohna-Schlodien) diventando successivamente guardiamarina sulla nave SMS Kaiser Friedrich III.
Nel 1907 venne nominato primo ufficiale sulla 3ª unità della Base Torpediniera nella I Flotta e nel 1910 fu promosso tenente di vascello della I Flotta tedesca.
Fece parte della Squadra Tedesca nell'Asia orientale e venne autorizzato dall'ammiraglio Alfred von Tirpitz a compiere opere da corsaro, comprendenti la mai avvenuta cattura della nave HMAS Sydney.
Fu poi promosso capitano di corvetta e assegnato alla pattuglia delle Isole Cocos come vice del capitano Karl von Müller e poi alla Squadra dell'Oceano Indiano.
Nel 1917 venne assegnato come ufficiale istruttore agli ufficiali turchi in Palestina ed attraversò la penisola araba a dorso di dromedario con una guida, subendo attacchi da parte dei beduini, che combattevano contro i turchi nella cosiddetta rivolta araba, e i maltrattamenti delle tribù ostili. Risale a quest'epoca la sua prima opera letteraria, "Viaggio e impressioni attraverso la Penisola Arabica", scritto come un diario di un acuto osservatore, ricco di nozioni storiche, geografiche e scientifiche, ma soprattutto caratterizzato da un acutissimo senso dell'osservazione e riflessione sul modo di vivere e usi dei locali, nonché ricco di riflessioni e impressioni personali, spesso riferite ad una ricerca di Dio e dell'uomo nel deserto.
Tornato in patria al termine della prima guerra mondiale, pubblicò un secondo libro, "Diari di un ufficiale di marina", forse ancora più riflessivo del primo, che rispecchia un'interessante vita interiore.
Durante la seconda guerra mondiale fu un oppositore del nazismo, ed insieme ad Alfred von Niezychowski fondò un giornale satirico contro il regime nazista; arrestato, fu internato nel campo di concentramento di Flossenbürg e liberato nella primavera del 1945.